# Denethor
Denethor je lik iz knjige Gospodar prstenova.
Denethor II je bio 26. i posljednji vladajući namjesnik Gondora. Rođen je 2930 g. Trećega Doba. Otac mu je bio Echteilion II, koga je on naslijedio na prijestolju. Imao je i dvije sestre nepoznatog imena. Bio je veoma mudar i čitao je spise u staroj knjižnici Minas Tiritha. U vrijeme njegova djetinjstva Kleta gora je počeli izbacivati lavu što je bio znak povratka Saurona. Otac mu je ojačao vojsku i pripremio se za obranu. U službu je uzeo Aragorna(ili Thorongila kako su ga zvali u Gondoru) no Denethor je shvatio da je on nasljednik Isildura i da ima pravo na prijestolje. Odlučio je da neće predati prijestolje te je zamrzio Gandalf. Denethor je postao vladajući namjesnik Gondora nakon smrti svog oca 2984. godine. Ojačao je vojsku te ponovno zauzeo Osgiliath u kojem je postavio jaku posadu. Denethor je oženio Finduilas, kćerku princa Adrahila iz Dol Amrotha 2976. godine koja je bila 20 g. mlađa od njega. Imali su dva sina: Boromira, rođenog 2978. godine, i Faramira, rođenog 2983. godine. Boromira je više volio no braća se nisu svađali, čak su bili bliski. Findulias je umrla 2988. godine. Postao je očajan i počeo koristiti Palantir, kamen koji vidi na daljinu. Sauron mu nije mogao slomiti volju što je rezultiralo starenjem Denethora, no Sauron mu je prikazivao stvari kojim ga je uvjerio da je pad Gondora neizbježan. Sauron je 20. lipnja 3018. godine krenuo sa svojim prvim napadom u Ratu za Prsten, napadom na Osgiliath. Sauron je uspio zauzeti istočnu obalu Anduina dok su zapadnu i dalje branili Faramir i Boromir. Ubrzo su Boromir i Faramir došli Denethoru s čudnim riječima koje su usnuli:
Trag slomljenog mača prati:
U Imladrisu ćeš ga naći;
Tamo će ti savjet dati
Od Morgulskih čari jači.
I pokazat će ti znak
O propasti, pa ćeš znati
Isildura kletve mrak.
Spram njeg će polutan stati!
Denethor je poslao Boromira u Rivendell kako bi donio prsten u Minas Tirith. Ubrzo je saznao da je Boromir mrtav što mu je slomilo duh. Pokrenuo je pripreme za obranu od Mordora. 9.ožujka upalio je vatre na vrhovima Bijelog gorja što je bio znak da Gondor treba pomoć Rohana. Tog istog dana u Minas Tirith su stigli Gandalf i vojske iz južnog Gondora. Sutradan se vratio Framir s vijestima o Frodu. 11.ožujka Faramir je poslan s pojačanjima u Osgiliath iako su svi mislili da je Osgiliath neobranjiv. Međutim već nakon dva dana obrana je probijena te se Faramir s ostatkom vojnika počeo povlačiti. Stigli su blizu grada te su ih spasili vitezovi Dol Amrotha. Faramir je vio bez svijesti. U palantiru je vidio cne brodove iz Umbara, no nije znao da ih je zauzeo Aragorn te je zaključio da je Gondor propao. Spremio je lomaču za sebe i sina Faramira. Pippin je upozorio Gandalfa te je on uspio spasiti Faramira, a Denethor je se spalio. Bitka je završila pobjedom Gondora te je Aragorn preuzeo vlast.